# Calliostoma gloriosum
Calliostoma gloriosum är en snäckart som beskrevs av Dall 1871. Calliostoma gloriosum ingår i släktet Calliostoma och familjen Calliostomatidae. Inga underarter finns listade i Catalogue of Life.

## Bildgalleri

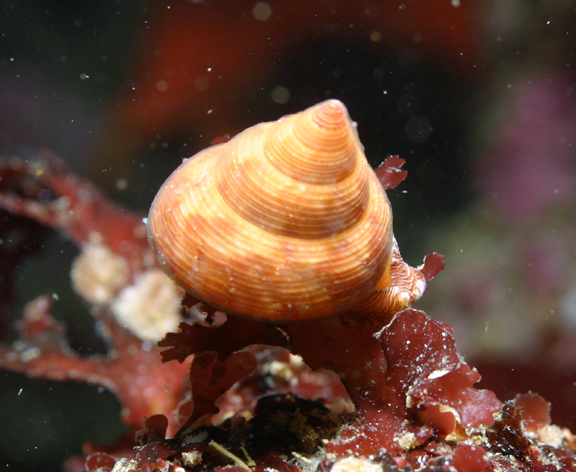